# Bernhard Benedicks
Bernhard Benedicks, i riksdagen kallad Benedicks i Gysinge, född 21 januari 1816 i Stockholm, död 8 december 1869 i Österfärnebo församling, Gävleborgs län, var en svensk bruksägare och riksdagspolitiker.
Benedicks var disponent vid Gysinge bruk. Som politiker var han ledamot av riksdagens andra kammare 1867–1869 för Ovansjö, Torsåkers och Årsunda samt Hedesunda och Österfärnebo tingslags valkrets.